# Kenji Haneda
Kenji Haneda (羽田 憲司, Haneda Kenji) est un footballeur japonais né le 1er décembre 1981. Il évolue au poste de milieu de terrain.

## Biographie
Kenji Haneda participe à la Coupe du monde des moins de 20 ans 2001 avec le Japon.
En club, il joue en faveur des Kashima Antlers, puis du Cerezo Osaka et du Vissel Kobe.

## Palmarès
Kashima Antlers
- Champion du Japon en 2000 et 2001
- Vainqueur de la Coupe du Japon en 2000
- Vainqueur de la Coupe de la Ligue japonaise en 2000
- Finaliste de la Coupe de la Ligue japonaise en 2006

Japon U-19
- Finaliste de la Coupe d'Asie des nations des moins de 19 ans en 2000